# Jamada Kazuki
Jamada Kazuki, 山田 和樹; (Kanagava, 1979. január 26. –) japán karmester.

## Élete, munkássága
Jamada 1979-ben született a Kanagava prefektúrában. Karmesteri tanulmányait a Tokiói Művészeti Egyetemen végezte, ahol Kobajasi Kenicsiró és Macuo Jóko volt a tanára. Az egyetemen hallgatótársaival együtt megalapította a TOMATO Filharmonikus Zenekart, amelynek zenei vezetője lett. 2005-ben az együttes felvette a Jokohama Sinfonietta nevet, majd 2011-ben profi zenekar lett. Jamadát 2001-ben Ataka-díjjal tüntették ki. 2002-ben Gerhard Marksonnál is tanult a salzburgi Mozarteum nemzetközi nyári akadémiáján. 2009-ben első díjat nyert az 51. Besançoni Nemzetközi Karmesterversenyen, és megkapta a közönségdíjat is. 2011-ben az Idemicu zenei díj nyertese volt, amelyet fiatal művészek számára írnak ki Japánban. 2012-ben elnyerte a Vatanabe Akeo Zenei Alapítvány díját, valamint a Szaito Hideo Emlékdíjat.
Mindössze 23 éves volt, amikor kinevezték az Orchester de la Suisse Romande első vendégkarmesterévé. Emellett számos más szimfonikus zenekart is vezényelt vendégként: Utah Symphony Orchestra, Orchestra Sinfonica Nazionale della RAI, Orchestre de Paris, Rundfunk Sinfonieorchester Berlin, Royal Stockholm Philharmonic Orchestra, Helsinki Philharmonic Orchestra, Czech Philharmonic Orchestra, St. Petersburg Philharmonic Orchestra, Gothenburg Symphony Orchestra és a bécsi Tonkünstler-Orchester. Olyan szólistákkal működött együtt, mint Emmanuel Ax, Borisz Berezovszkij, Leon Fleischer, Hakan Hardenberger, Imai Nobuko, Kasimoto Dajsin, Daniel Muller-Schott, Xavier de Maistre, Steven Osborne, Vagyim Repin, Baiba Skride, Jean-Yves Thibaudet, Danyiil Trifonov és Alekszandr Knyazev. Karmesteri tevékenységét Ozava Szeidzsi támogatja.
A karmestert nem csak a szimfonikus zene érdekli. 2012-ben a Szaitó Kinen Zenekarral bemutatta Arthur Honegger Johanna a máglyán című darabjának félig szcenírozott változatát. A Johanna előadásával 2015-ben is nagy sikert aratott az új Párizsi Filharmonikusokkal. 2019-ben a Monte-Carlói Operaházban bemutatta Hector Berlioz Faust elkárhozása című művét.
Jamada a Monte-Carlói Filharmonikus Zenekar vezető karmestere és művészeti igazgatója, a Birmingham City Szimfonikus Zenekar és a Jomiuri Nippon Szimfonikus Zenekar fő vendégkarmestere, a Japán Filharmonikus Zenekar állandó karmestere, zenei igazgatója és a Tokiói Filharmónia kórusának elnöke, valamint a Jokohama Sinfonietta zenei vezetője. Nyaranta a svájci Ozava Szeidzsi Nemzetközi Akadémia hallgatóinak oktatásában vesz részt. A kritika dicséri Jamada értelmező erejét, személyiségének erősségét és a részletekre való odafigyelését.
Jamada Kazuki Berlinben él.

## Felvételei
Válogatás az AllMusic listája alapján.
| Megjelenés | Tartalom                                                                                                | Közreműködők                                                  | Kiadó              |
| ---------- | --- | ------------------------------------------------------------- | ------------------ |
| 2013       | Kalinnyikov: Symphony No. 1; Glazunov: Symphony No. 5; Hacsaturján: Masquerade Suite                    | Czech Philharmonic Orchestra                                  | Octavia            |
| 2013       | Muszorgszkij–Stokowski: Pictures at an Exhibition                                                       | Japan Philharmonic Orchestra                                  | Octavia            |
| 2013       | Bizet: L'Arlésienne Suites; Fauré: Masques et Bergamasques; Gounod: Faust                               | Orchestre de la Suisse Romande                                | PentaTone Classics |
| 2014       | R. Strauss, Liszt, Korngold, Busoni, Schreker                                                           | L'Orchestre de la Suisse Romande                              | PentaTone Classics |
| 2016       | Russian Dances (Csajkovszkij, Glazunov, Sosztakovics, Stravinsky)                                       | L'Orchestre de la Suisse Romande                              | PentaTone Classics |
| 2016       | Roussel: Bacchus et Ariane; Debussy: Six épigraphes antiques; Poulenc: Les Biches                       | L'Orchestre de la Suisse Romande                              | PentaTone Classics |
| 2017       | de Falla: Noches en los Jardines de Espana; El Sombrero de Tres Picos                                   | Sophie Harmsen, Kodama Mari, L'Orchestre de la Suisse Romande | PentaTone Classics |
| 2018       | Castelnuovo-Tedesco: Cello Concerto; Mozart, Ravel, Rossini Details                                     | Brinton Averil Smith, Evelin Chen, Houston Symphony           | Naxos              |
| 2019       | Saint-Saëns: Symphony No. 3; Poulenc: Concerto for Organ, Strings and Timpani; Widor: Syphony for Organ | Christopher Jacobson, Orchestre de la Suisse Romande          | PentaTone Classics |